# Теплице (окръг)
Окръг Теплице (на чешки: Okres Teplice) се намира в Устецки край, Чехия. Площта му е 469,27 km2, а населението му – 128 464 души (2012). Административен център е едноименният град Теплице. В окръга има 34 населени места, от които 9 града и един град без право на самоуправление.

## География
Разположен е в северната част на края. Граничи с окръзите Мост, Лоуни, Усти над Лабе и Литомержице на Устецкия край, а на северозапад е държавната граница с Германия.

## Градове и население
По данни за 2009 г.:
| Град    | Население |
| ------- | --------- |
| Теплице | 53 346    |
| Билина  | 16 344    |
| Крупка  | 14 412    |
| Духцов  | 9103      |
| Дуби    | 8459      |
| Осек    | 5167      |
| Кощяни  | 2990      |
| Хроб    | 2141      |
| Ледвице | 570       |

| Общо            | Жени             | Мъже             |
| --------------- | ---------------- | ---------------- |
| 134 318 (100 %) | 67 967 (50,60 %) | 66 351 (49,40 %) |